# فؤاد السنيورة

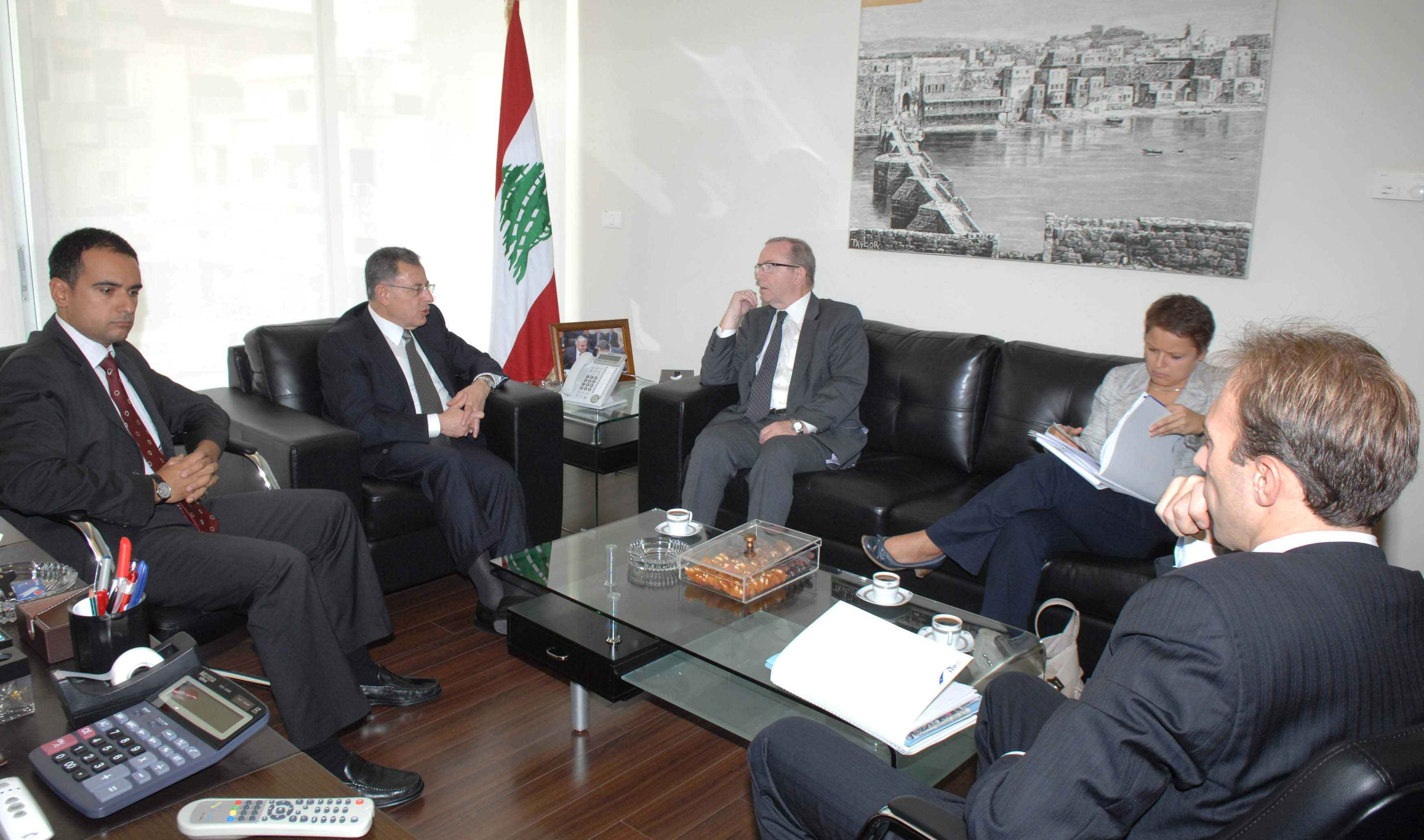
السنيورة مع ويلفريد مارتن

فؤاد السنيورة (19 يوليو 1943 -)، سياسي لبناني شغل منصب رئيس الوزراء منذ 19 يوليو 2005 إلى 9 نوفمبر 2009. كان يعتبر من المقربين من رئيس الوزراء الراحل رفيق الحريري حيث شغل عدة مرات منصب وزير المالية أثناء تولي الحريري رئاسة الوزارة. خلال فترة رئاسة العماد اميل لحود شنّت حملة ملاحقات سياسية ضد الرئيس رفيق الحريري وفريق عمله ومن بينهم السنيورة وتحديداً خلال تولي الرئيس سليم الحص رئاسة الوزراء، وقد تبيّن ان التهم المساقة ضد السنيورة ذات ابعاد واهداف سياسية ولا تستند إلى اية معطيات حقيقية. وهو من أبرز الضالعين في سياسة لبنان المالية في العقد الأخير حيث إنه تولى حقيبة المالية عدة ولايات ويعد من المتهمين في التورط في تفاقم الدين العام في البلاد. وعلى الرغم من ذلك فإنه ينسب لسياسته الاقتصادية الفضل في بقاء لبنان بعيدًا عن مشاكل الأزمة الاقتصادية العالمية وأيضًا بقائه جاذبًا للاستثمارات على الرغم من كونه بؤرة توتر ونزاع علماً انه هو من إقترح وأشرف على تنفيذ الضريبة على القيمة المضافة TVA مما ساهد في دعم وتقوية المالية العامة في لبنان. وهو أحد الشخصيات المنتمية لتيار المستقبل الذي رشحه لشغل منصب رئيس الوزراء.

## النشأة والتعليم
ولد السنيورة لعائلة مسلمة سنية في مدينة صيدا في 19 تموز / يوليو 1943. حصل على درجة الماجستير في إدارة الأعمال من الجامعة الأمريكية في بيروت بعد التحاقه بالمدرسة الأمريكية للبنين في صيدا.

## وظائفه
عمل السنيورة في سيتي بنك في السبعينيات، ودرّس في الجامعة الأمريكية في بيروت ، وفي الجامعة اللبنانية. ثم انضم إلى لجنة التدقيق في مصرف لبنان المركزي عام 1977. وفي عام 1982 ، عينه رفيق الحريري لمساعدته في إدارة وتوسيع إمبراطوريته التجارية. بعد انتهاء الحرب الأهلية اللبنانية ، أصبح الحريري رئيس وزراء لبنان. وعين الحريري السنيورة وزيرا للمالية في وزاراته المتعاقبة. كان سنيورة رئيس مجلس الإدارة والعضو المنتدب لشركة مجموعة البحر الأبيض المتوسط التي تضم أربعة بنوك مملوكة للحريري.

## الوزارات التي تولاها
- وزير دولة للشؤون المالية من 31 أكتوبر 1992 حتى 25 مايو 1995 في حكومة الرئيس رفيق الحريري في عهد الرئيس إلياس الهراوي.
- 'وزير دولة للشؤون المالية من 25 مايو 1995 حتى 7 نوفمبر 1996 في حكومة الرئيس رفيق الحريري في عهد الرئيس إلياس الهراوي.
- وزير دولة للشؤون المالية من 7 نوفمبر 1996 حتى 4 ديسمبر 1998 في حكومة الرئيس رفيق الحريري في عهد الرئيس إلياس الهراوي.
- وزيرًا للمالية من 26 أكتوبر 2000 حتى 26 أكتوبر 2004 في حكومة الرئيس رفيق الحريري في عهد الرئيس إميل لحود، وفي 9 سبتمبر 2004 عهد إليه بوزارة الاقتصاد الوطني والتجارة بالإضافة لكونه وزيرًا للمالية وذلك بعد استقاله عدد من الوزراء احتجاجا على التجديد لرئيس الجمهورية بعد تغير الدستور لمره واحده واعتبارهم ذلك مخالف للدستور ولا يجوز، واستمر بالمنصب حتى استقالة الحكومة في 26 أكتوبر 2004.

## حكوماته
شكل حكومتين:
- حكومته الأولى: شكلت في 19 يوليو 2005 بعهد الرئيس إميل لحود، واستمرت أعمالها إلى 11 يوليو 2008، وتولت بالفترة من 24 نوفمبر 2007 إلى 25 مايو 2008 مهام رئاسة الجمهورية.
- حكومته الثانية: شكلت في 11 يوليو 2008 بعهد الرئيس ميشال سليمان، واستمرت أعمالها إلى 9 نوفمبر 2009، وأشرفت الحكومة على انتخابات المجلس النيابي لعام 2009 والتي أجريت بتاريخ 7 يونيو، واستمرت بتصريف الأعمال لفترة خمسة أشهر ويومين من بعد إجراء الانتخابات وذلك لعدة خلافات أطالت مدة تشكيل الحكومة.

### حكومته الأولى وتهم معارضيها ودفاع المؤيدين
اتهمت حكومته الأولى بأنها غير دستورية من قبل ما عرف باسم تحالف 8 آذار وذلك بعد استقاله الوزراء الشيعة بتاريخ 11 نوفمبر 2006 بسبب قلقهم من تعاون الحكومة مع المحكمة الدولية التي تنظر في الاغتيالات لسياسيين عارضوا السياسة السورية في لبنان، وذلك مما دفع المعارضة اللبنانية إلى المطالبة باستقالته من منصبه، فيما دافع مؤيدوه بأن غالبيه أعضاء البرلمان لا زالوا يؤيدونه وهذا يعطيه الشرعية الدستورية للبقاء في منصبه. وقامت القوى المعارضة لحكومته باعتصامات بدأت منذ تاريخ 1 ديسمبر 2006.

### تسلم حكومته لمهام الرئاسة
تسلمت حكومته مجتمعة مهام رئيس الجمهورية مع بداية يوم 24 نوفمبر 2007 وذلك بعد نهاية ولاية الرئيس إميل لحود وعدم انتخاب خلف له على الرغم من الاعتراضات عليها، لكن أعتبر تسلمها للرئاسة أمر واقع يؤيده الدستور الذي ينص على تولي مجلس الوزراء مجتمعًا مهام رئيس الجمهورية في حالة فراغ المنصب إلى حين انتخاب رئيس جديد. وقد استمرت مده تسلم الحكومة لأعمال الرئاسة مده سته شهور وهي طوال فترة الفراغ في سدة الرئاسة، انتهت مع انتخاب قائد الجيش اللبناني العماد ميشال سليمان رئيسًا للجمهورية سبقها التوقيع على اتفاق الدوحة بين الأفرقاء السياسيين وذلك بعد وقوع أحداث 7 أيار.

### إعادة تكليفه بتشكيل الحكومة
بعد انتخاب الرئيس ميشال سليمان رئيسًا للبنان تم إجراء المشاورات النيابية الملزمة لاختيار رئيس الحكومة، فتمت تسميته من 68 نائبًا في البرلمان اللبناني هم بالأساس الأعضاء المنضوين تحت تحالف 14 آذار بينما لم يسمه نواب المعارضة، لكنه كلف بتشكيل حكومة الوحدة الوطنية المنصوص عليها باتفاق الدوحة. وقد شكلت هذه الحكومة بتاريخ 11 يوليو 2008، وقد واجه تشكيل الحكومة مشاكل جمة بين الفرقاء اللبنانيين.

## عضو في مجلس النواب
ترشح للمرة الأولى في حياته لانتخابات المجلس النيابي لعام 2009 وذلك عن المقعد السني في دائرة صيدا، واستطاع أن يحقق الفوز ليدخل البرلمان كنائب للمرة الأولى في حياته السياسية.

## التصريحات والمواقف
في مقابلة له مع قناة سكاي نيوز عربية في 15 أغسطس 2025، أكد فؤاد السنيورة أن حزب الله فقد مبررات احتفاظه بالسلاح الذي أصبح عبئاً على الحزب وموجهاً إلى صدور اللبنانيين منذ عام 2006. ودعا الأمين العام للحزب نعيم قاسم إلى الانخراط في إطار الدولة والتجاوب مع يد الحكومة الممدودة، محذراً من أن اللجوء إلى العنف سيضر بجميع اللبنانيين. وأضاف السنيورة أن غالبية اللبنانيين، بمن فيهم بيئة حزب الله، يرفضون الحرب الأهلية والوصاية الإيرانية، معتبراً أن تصعيد الحزب يتزامن مع زيارة علي لاريجاني ويخدم أجندة طهران. كما وصف اتهامات الحزب للحكومة بالانصياع لواشنطن بأنها "مسيئة"، ودعا أصدقاء لبنان إلى الضغط على إسرائيل لاستكمال انسحابها من الأراضي اللبنانية.

## حياته
متزوج من هدى البساط، ولديهما من الأبناء:
- وائل.
- مي.
- زينة.

## وصلات خارجية
- فؤاد السنيورة على موقع الموسوعة البريطانية (الإنجليزية)
- فؤاد السنيورة على موقع مونزينجر (الألمانية)
- فؤاد السنيورة على موقع إن إن دي بي (الإنجليزية)

الموقع الرسمي